# صالح عبد الله السعيدي
صالح عبد الله قائد السعيدي هو شاعر وكاتب يمني. ولد عام 1934 في مدينة يريم في محافظة إب. تلقى تعليمه الأولي في كتاتيب قريته، ولم يكمل تعليمه ولكنه استمر في تثقيف نفسه بالمطالعة. نزح من منطقته إلى شيعان واستقر فيها. وبعد قيام ثورة 26 سبتمبر التحق بالحرس الوطني. وبعد الثورة تقلد العديد من المناصب الإدارية. بدأت كتاباته الشعرية في الستينيات وكان يكتب إلى جانب الشعر القصص الشعبية وله كذلك عدة مسرحيات. وله مجموعة من القصائد المغناة التي تغنى بها محمد أبو نصار.